# Minganie
A Regionalidade Municipal do Condado de Minganie está situada na região de Côte-Nord na província canadense de Quebec. Com uma área de mais de noventa mil quilómetros quadrados, tem, segundo o censo de 2006, uma população de cerca de seis mil pessoas sendo comandada pelo município de Havre-Saint-Pierre. Ela é composta por 10 municipalidades: 7 municípios, 1 cantão e 2 território não organizados.

## Municipalidades

### Município
- Aguanish
- Baie-Johan-Beetz
- Havre-Saint-Pierre
- L'Île-d'Anticosti
- Longue-Pointe-de-Mingan
- Rivière-au-Tonnerre
- Rivière-Saint-Jean

### Cantão
- Natashquan

### Territórios não organizados
- Lac-Jérôme
- Petit-Mécatina

## Região Autônoma
As reservas indígenas Mingan e Natashquan não são membros do MRC, mas seu território está encravado nele.